# أسطوانة (محرك)

دورة أوتو أو دورة الأربع أشواط
1. السحب
2. الانضغاط
3. القدرة
4. العادم

أسطوانة هي جزء التشغيل الأساسي في المحركات الترددية والمضخات حيث أنها هي المساحة التي يتحرك فيها المكبس لأسفل ولأعلى. ويتم وضع الاسطوانات جنبًا إلى جنب ككتلة واحدة حيث يتم تشكيلها بدقة عن طريق السباكة باستخدام معدن الألومنيوم أو الحديد الزهري أثناء تصميم المحرك.
ومن الممكن حساب الحجم المزاح أو سعة الاسطوانة عن طريق حاصل ضرب المساحة المقطعية للاسطوانة في المسافة التي يتحركها المكبس داخل الاسطوانة (شوط واحد). وأيضًا يمكن حساب سعة المحرك الكلية بضرب قيمة الحجم المزاح للاسطوانة الواحدة في عدد اسطوانات المحرك كلها.
ويمكن تمثيلها رياضيًا بالعلاقة الآتية:
مساحة مقطع الاسطوانة = ط * (قطر الاسطوانة/2)2
حجم الاسطوانة = مساحة مقطع الاسطوانة *طول الشوط
سعة المحرك = حجم الاسطوانة * عدد الاسطوانات
ويتم وضع المكبس بداخل كل اسطوانة في المحرك ويتم تثبيته بواسطة حلقات المكبس المتعددة. حيث يتم تركيبها في الأخاديد حول السطح الخارجي للمكبس، تحديدًا، حلقتين لضبط المكبس اثناء شوط الانضغاط وحلقة واحدة لضبط المكبس اثناء التزييت ومنع تسرب مائع التزييت لداخل غرفة الاحتراق. وتكون تلك الحلقات في تماس دائمًا مع جدران الاسطوانة بينهما فقط مائع التزييت الذي يحافظ علي المحرك.
خلال الفترة الاولي من عمل المحرك بعد تصنيعه وبسبب المخالفات الصغيرة في تصنيع معدن الاسطوانة يتم تشكيل أخاديد داخل جدران الاسطوانة تدريجيًا وبالتالي تستطيع أن تعمل بكفاءة في ظروف العمل القاسية. أما بعد فترة كبيرة جدًا، وبسبب الشغل الميكانيكي الكبير الذي قام به المحرك تتسع الفجوة بين المكبس وجدران الاسطوانة مسببًة نقص في قدرة المحرك، ويتم علاج هذا عن طريق وضع غطاء ضاغط داخل الاسطوانة وبعض حلقات المكبس الاضافية لسد تلك الفجوة.

## المحركات الحرارية

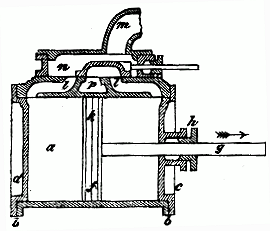
اسطوانة ومكبس في محرك بخاري ثنائي

المحركات الحرارية بما فيها محركات ستيرلينغ والتي تعمل وفقًا لدورة ستيرلينغ تستخدم المكابس داخل الاسطوانات لنقل الطاقة من مصدر الحرارة إلى مصدر أقل في درجة الحرارة باستخدام البخار عادة أو الغاز كمائع تشغيل، (مثل دورة كارنو). كما أن أول تصور تم وضعه لمقطع طولي لاسطوانة في المحرك البخاري. حيث أن الجزء المنزلق بالاسفل هو المكبس والجزء المتحرك بالأعلي هو صمام التوزيع الذي يقوم بتوجيه البخار بداخل أو خارج الاسطوانة. كما أن المكيفات الهواء والمبردات هي محركات حرارية يتم تشغيلها بدورات انعكاسية مثل المضخات.

## محركات الاحتراق الداخلي

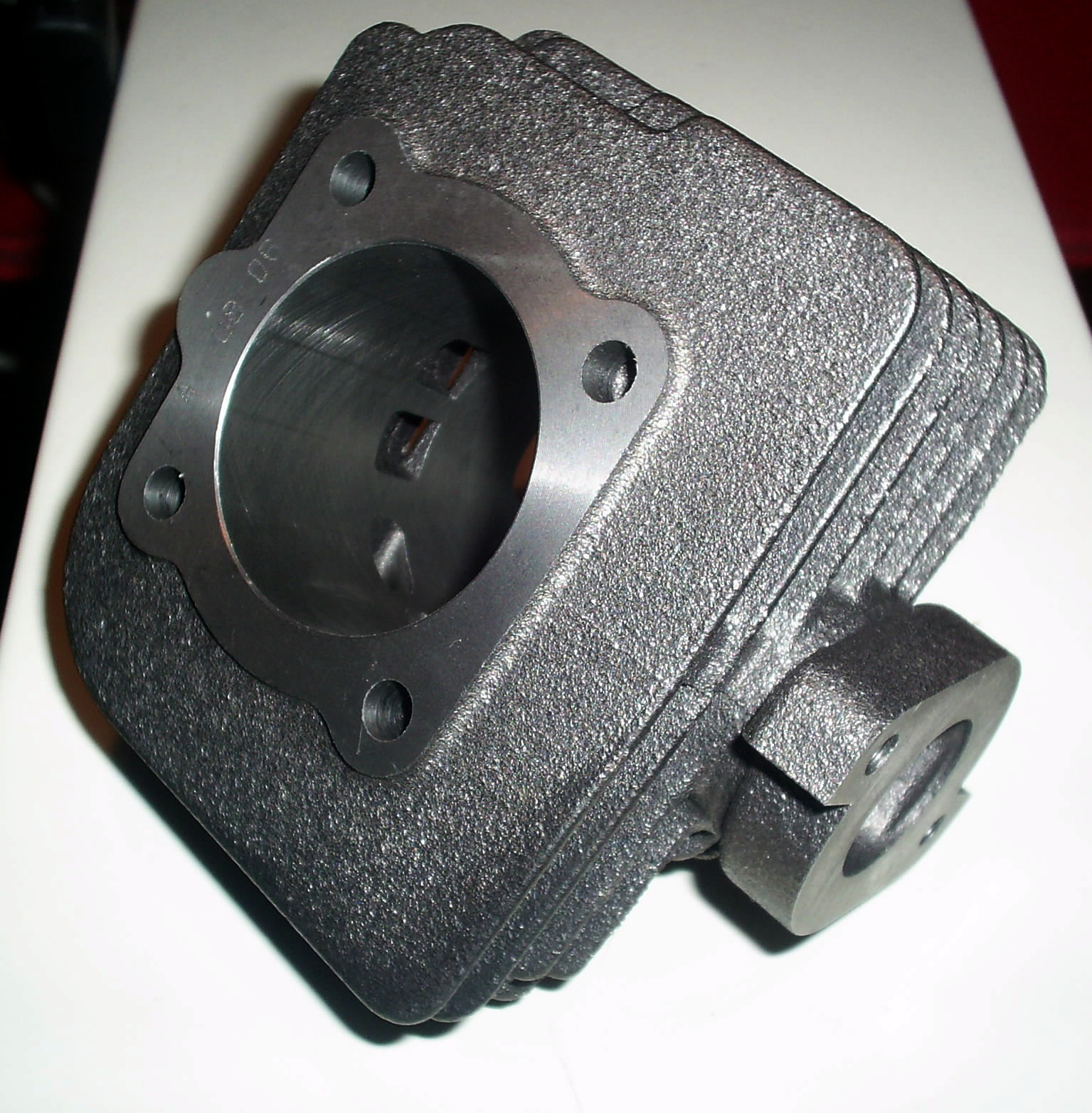
اسطوانة يتم تبريدها بالهواء لمحرك دراجة بخارية ثنائى الاشواط. ومخرج العادم موضح في الجانب الأيمن للصورة

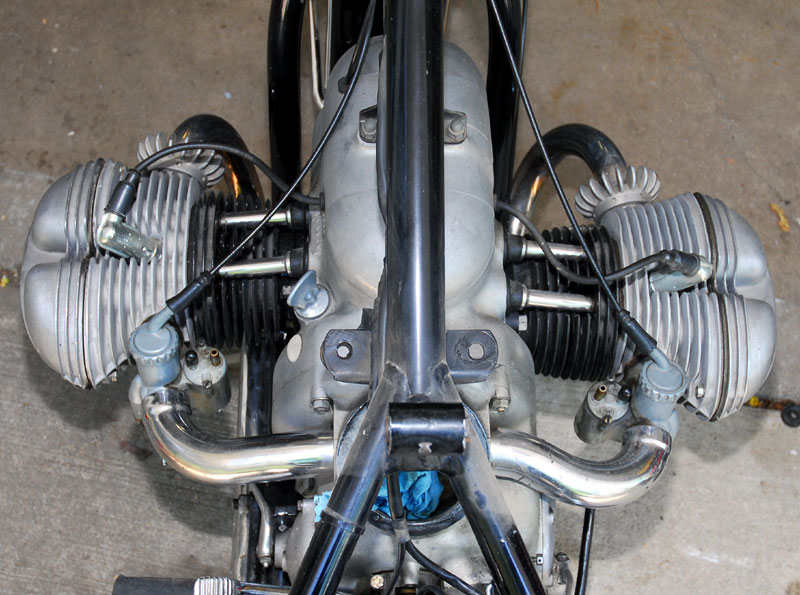
Air-cooled محرك يتم تبريده بالهواء لدراجة بخارية تتبع شركة بى إم دبليو

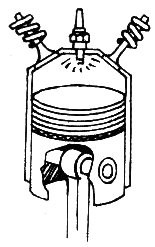
توضيح لاسطوانة محرك بمنظر مقطعي للمكبس وذراع التوصيل والصمامات وشمعة الاحتراق

تعمل محركات الاحتراق الداخلي وفقًا للطاقة الناتجة بسبب التغير في حجم خليط الوقود والهواء بالمصاحبة مع تأكسد وقود الديزل أو البنزين أو الإيثانول وأيضا التمدد المعزز بالحرارة المتولدة في الخليط. فهي ليست مثل المحركات الحرارية الكلاسكية حيث انه في محركات الاحتراق الداخلي يتم طرد العوادم أو نواتج الاحتراق إلى الجوار (خارج المحرك).
والحركة الترددية للمكابس تتحول إلى دوران في عمود المرفق بواسطة اذرعة التوصيل. وبسبب حركة المكبس الترددية التي تغير في زاواية ذارع التوصيل، يحتوي ذراع التوصيل في نهايته علي عمود دوران.
ومعظم السيارات تحتوي علي أربعة اسطوانات في صف واحد يتم تبريدها بواسطة الماء. اما محركات الـV تستخدم مجموعتين من الاسطوانات وتشكل المجموعتين شكل حرف V في المحرك والغرض منها إحكام أقوي للاسطوانات وللحصول علي قدرة أكبر، كما توجد ايضًا اشكال مختلفة لتركيب الاسطوانات في المحركات.
وعلى سبيل المثال هناك أيضا العنفات الدورانية وايضا محرك فليكس وانكل الذي تشكل فيه شكل الاسطوانات مع المكابس شكل دائري ويتم استخدامه بواسطة شركة مازدا في السيارات. وتعتبر المحركات الدورانية أكثر هدوءًا من الترددية بسبب التخلص من الحركة الترددية بضوضائها المعروفة.
- أما المحركات التي يتم تبريدها بواسطة الهواء فتحتوي علي غطاء أو صندوق خاص للاسطوانات لتسهيل التبريد وتعد محركات الدراجة البخارية الخطية كاستثناء حيث تحتوي علي أكثر من 4 اسطوانات وقد تصل إلى 6 اسطوانات ويتم تجهيزيها بوحدات تبريد هواء خاصة. كما ان المحركات التي تستخدم التبريد بالماء وتحتوي علي عدد اسطوانات قليل فمن الممكن ان يتم وضعها في صندوق أو غطاء لتبريدها. حيث ان هذا يجعل عملية التبريد سهل نظريًا.

بالنسبة للمحركات وخصوصًا الفرنسي منها فتحتوي الاسطوانات علي مجاري تبريد حيث يتم تشكيلها مبدأيًا اثناء تصنيع المحرك عن طريق السباكة. وبالتي يكون أسهل لمائع التبريد ان يتحرك في غطاء الاسطوانات ويقوم بعمله للتبريد. وتكون عملية التبريد في تلك المحركات أفضل بكثير من غيرها كما ان توزيع درجات الحرارة يكون أفضل أيضا، لكن التصميم يجعل المحرك الي حد ما مجوف قليلًا وهذا قد يسبب مشاكل.
وخلال التشغيل يحدث احتكاك بين حلقات المكبس وجدران الاسطوانة بسبب عملية انزلاق المكبس وحركته لاعلي ولأسفل، ويتم تقليل هذا الاحتكاك باستخدام طبقة رقيقة من الزيت والذي يغطي جدران الاسطوانة الداخلي وايضًا بواسطة السطح الاملس المؤكسد الذي تكون بسبب طبيعة العمل داخل الاسطوانة.
لكن في النهاية وبسبب التشغيل الكثير يحدث تغير في شكل الاسطوانة وتتحول الي الشكل البيضاوي قليلًا بدلًا من الدائري. ويتم صيانة ذلك بواسطة توسيع الاسطوانة ووضع مكبس جديد أكبر قليلًا من المكبس القديم

## التآكل
إذا كانت عملية التزييت داخل الاسطوانة لا تتم بالصورة المطلوبة فهذا قد يسبب تآكلًا في جدران الاسطوانة بواسطة المكبس أو حلقات المكبس ومن الممكن ان يحدث التآكل ايضًا بسبب عمل المحرك علي درجات حرارة مرتفعة جدًا ونقص في الزيت أو بسبب تخزين السيارة لفترات طويلة ويحدث التآكل بسبب تكثف الزيت.